# Hemieuxoa eugrapha
Hemieuxoa eugrapha là một loài bướm đêm trong họ Noctuidae.